# Sutton Valence Castle
Sutton Valence Castle var et middelalderslot i landsbyen Sutton Valence i Kent i England, der i dag er ruin.
Det blev bygget i anden halvdel af 1100-tallet af Baldwin af Bethune, der var Greve af Aumale. Slottet ligger med overblik over en strategisk rute til kysten, og den oprindelige fæstning bestod sandsynligvis af en indre, en ydre bailey og barbican med et keep i tre etager på den sydlige side. Det gik i arv og kom ind i Marshal og de Montforts familier, inden Henrik 3. af England gav det til sin halvbror William de Valence i 1265. Herefter har slottet gået under navnet Valence. Det blev forladt i begyndelsen af 1300-tallet og forfaldt. Det bliver forvaltet af English Heritage, og ruinerne af keepet er åbne for offentligheden.